# Kiko Veneno

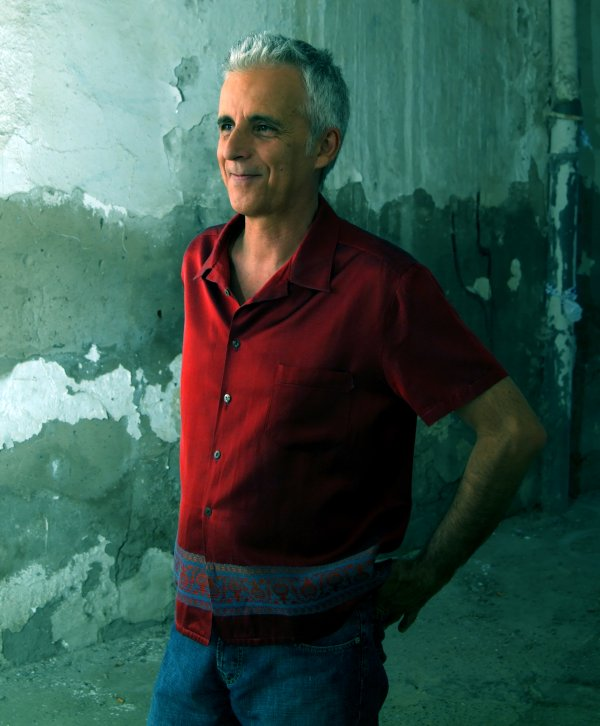
Kiko Veneno, 2005

Kiko Veneno, eigentlich José María López Sanfeliú (geboren am 3. April 1952 in Figueres in Spanien) ist ein katalanischer Rock-Musiker und Songschreiber, der in Sevilla lebt.

## Biographie
José María López Sanfeliú kam im katalanischen Figueres zur Welt und wuchs zunächst in der andalusischen Hafenstadt Cádiz auf, bevor er im Alter von neun Jahren mit seiner Familie nach Sevilla zog. Seinen Spitznamen und späteren Künstlernamen Kiko Veneno erhielt er an der Universität Barcelona, an der er Geschichte und Philosophie studierte. Nach seinem Abschluss reiste er durch Europa und die USA, wo er Konzerte von Frank Zappa und Bob Dylan besuchte, die seinen späteren Musikstil ebenso wie die andalusische Flamenco-Musik beeinflussten. 1975 gründete er mit den Brüdern Rafael und Raimundo Amador die wie eine britische Punkband sich präsentierende Band Veneno („Gift“). 1975 veröffentlichten sie ihr erstes Album mit dem Titel „Veneno“, das von Ricardo Pachon produziert wurde. Obwohl das Album damals kein Hit wurde, gilt es heute als spanischer Klassiker. Die Brüder Amador trennten sich später von der Gruppe Veneno und bildeten dann die Band Pata Negra.
1979 arbeitete Kiko Veneno auf dem Album La leyenda del tiempo mit dem berühmten Flamencosänger Camarón de la Isla zusammen. Der dort veröffentlichte Song Volando voy ist ein bis heute populärer Schlager in Spanien, der von vielen Bands gecovert wurde. 1982 entstand sein erstes Soloalbum mit dem Titel Seré Mecánico por Ti, das von Jose Luis de Carlos produziert wurde und wenig kommerziellen Erfolg einbrachte. In den achtziger Jahren veröffentlichte Kiko Veneno weitere Songs, verdiente damit aber wenig Geld, sodass er parallel für die Stadtverwaltung in Sevilla arbeitete.
Erst 1992 hatte Kiko Veneno mit seiner Musik Erfolg, er bekam einen Plattenvertrag bei Ariola und veröffentlichte die beiden Alben Échate un cantecito und Está muy bien eso del cariño, beide produziert von Joe Dworniak. Die Lieder "En Un Mercedes Blanco" und "Joselito" wurden Hits in Spanien. Der Erfolg erlaubte ihm fortan als Vollzeit-Musiker zu leben. Ebenfalls im Jahr 1992 gründete Kiko Veneno zusammen mit Chico Ocaña, Raul Rodriguez and Jose Caraoscura die Band „Mártires del Compás“. Kiko Veneno und Ocaña zerstritten sich und die Band teilte sich. Ocaña machte mit dem alten Namen weiter, während Kiko Veneno zusammen mit Raul Rodriguez and Jose Caraoscura die Gruppe „Caraoscura“ gründete, die 1995 das Album ¿Qué es lo que quieres de mí? herausbrachte.
1999 absolvierte Kiko Veneno eine erfolgreiche Argentinientournee. Nach drei weiteren Alben kündigte er den Vertrag mit BMG Ariola und produzierte seine Alben selbst. Im September 2005 erschien sein Solo-Album El Hombre Invisible, danach kollaborierte er mit diversen Musikern auf deren Patten und vermarktete seine eigene Musik zunächst ausschließlich über das Internet. 2006 gründete Kiko Veneno mit Los Delinqüentes, Tomasito and Muchachito Bombo Infierno die Gruppe G5. 2010 brachte er das Album „Dice la gente“ heraus und 2013 erschien „Sensación térmica“.

## Diskographie (Auswahl)

### Veneno
- Veneno (CBS, 1977)
- El pueblo guapeao (Twins, 1989)

### Kiko Veneno
- Seré mecánico por ti (Epic, 1981)
- Si tú, si yo(Maxi-Single, Epic, 1984)
- Pequeño salvaje (Nuevos Medios, 1987)
- Échate un cantecito (BMG Ariola, 1992)
- Está muy bien eso del cariño (BMG, 1995)
- Punta paloma (BMG, 1997)
- Puro veneno (BMG, 1998)
- La familia pollo (BMG, 2000)
- El hombre invisible (Nuevos Medios, 2005)
- Dice la gente (Warner, 2010)
- Sensación térmica (2013)
- Doble vivo (2016)
- Sombrero roto (2019)

### Kiko Veneno und Pepe Begines
- Gira mundial (Elemúsica, 2002)

### Kompilationen
- Un ratito de gloria (BMG, 2001)

### G5
- Tucaratupapi (2007), mit Los Delinqüentes, Muchachito Bombo Infierno und Tomasito